# Яців Дмитро Васильович
Дмитро Васильович Яців (30 липня 1907, с. Верчани, нині Стрийський район, Львівська область — 28 серпня 1942, концтабір Аушвіц, тепер м. Освенцим, Польща) — діяч ОУН, політик, секретар народного господарства Українського державного правління.

## Життєпис
Народився 30 липня 1907 в селі Верчани, нині Стрийського району Львівської області, Україна (тоді Стрийський повіт, Королівство Галичини та Володимирії, Австро-Угорська імперія).
У 1927 році закінчив Стрийську гімназію. Був членом Пласту, входив до 5-го куреня, імені князя Ярослава Осмомисла, згодом 2-го куреня УСП «Червона Калина».
Закінчив факультет права Львівського університету.
Активний член УВО. Протягом 1930—1932 обіймав посаду повітового провідника ОУН Стрийщини. Учасник II-го Великого Збору ОУН в Кракові (31.03 — 3.04.1941).
Працював директором окружного союзу кооператив в Сяноці.
Був одружений. Дружина, Наталія Михайлівна Ференц, — донька греко-католицького священика села Верчани. Донька Лідія народилася 5 червня 1941 року. (Пізніше, переховуючись від радянської влади, донька змінила офіційні особисті дані на Ганна Євгенівна Лопушанська, в шлюбі Ганна Бучко, кандидат філологічних наук і доцент спочатку Чернівецького Університету, а з 1993-го року -- Тернопільського Педагогічного Університету.)
Після проголошення 30 червня 1941 Акту відновлення Української Держави Дмитро Яців займає посаду секретаря (заступника міністра) народного господарства Українського державного правління.
У вересні 1941 заарештований німцями. Перебував в ув'язненні у в'язниці Монтелюпіх в Кракові. 20 липня 1942 перевезений у групі з 24 членів ОУН(р) в концтабір Аушвіц, в'язень за номером 49727.
Помер 19 серпня 1942 внаслідок побоїв, отриманих від польських капо (привілейованих в'язнів, які співпрацювали з адміністрацією).